# Rhescuporis I (Sapaean)
Rhescuporis I, död 270 f. Kr., var regerande kung i Thrakien mellan 48 f. Kr. och 41 f. Kr.